# Michel Bussi
Michel Bussi (wym. miʃɛl bysi) (ur. 29 kwietnia 1965 w Louviers) – francuski pisarz, autor powieści kryminalnych i thrillerów, profesor geografii na Uniwersytecie w Rouen, komentator polityczny.

## Życiorys
Jeden z najbardziej poczytnych francuskich pisarzy swojego pokolenia. Wydał kilkanaście powieści, które na całym świecie sprzedały się w nakładzie ponad pięciu milionów egzemplarzy. W 2016 powieści Bussiego zajęły drugie miejsce w zestawieniu najchętniej kupowanych książek we Francji. Otrzymał wiele nagród literackich na uznanych festiwalach literackich o światowej renomie. Akcja większości jego powieści została osadzona w Normandii.

## Publikacje książkowe (wybór)[2]
- 2015: Mama kłamie (tyt. oryg. Maman a tort)
- 2020: W prażącym słońcu (tyt. oryg. Au soleil redouté)